# Викери, Сачия
Сачия Викери (англ. Sachia Vickery; родилась 11 мая 1995 года в Холливуде, США) — американская теннисистка; победительница трёх турниров ITF (два — в одиночном разряде); полуфиналистка одиночного турнира Orange Bowl (2011); полуфиналистка одного юниорского турнира Большого шлема в парном разряде (Уимблдон-2012); бывшая шестая ракетка мира в юниорском рейтинге.

## Общая информация
Мать американки — Пола Ливерпуль — уроженка Гайаны.
Сачия в теннисе с шести лет. Любимые покрытия — хард и трава, козырь в игре — скорость передвижения по корту.

## Спортивная карьера
Сезон 2018 года
Участница полуфинального матча на турнире WTA в Окленде (Новая Зеландия). 5 января 2018 года проиграла в полуфинальном матче финалистке турнира Каролин Возняцки из Дании со счётом 4:6, 4:6.
В сентябре дошла до полуфинала турнии из серии челленджер в Чикаго (США), но проиграла немке Моне Бартель.
Сезон 2019 года
Прошла квалификационный отбор на турнир WTA в Майами (США), но проиграла в первом же раунде Янине Викмайер из Бельгии.
В апреле 2019 года Виккери принимала участие в Открытом чемпионате Монтеррея по теннису, где дошла до четвертьфинала, но проиграла теннисистке из Словакии Магдалене Рыбариковой в двух сетах с одинаковым счётом 6-4, 6-4.

## Рейтинг на конец года
| Год  | Одиночный рейтинг | Парный рейтинг |
| 2016 | 141               | 1 250          |
| 2015 | 130               | 380            |
| 2014 | 195               | 379            |
| 2013 | 190               | 396            |
| 2012 | 389               | 745            |
| 2011 | 420               | 773            |

## Выступления на турнирах

### Финалы турнировITFв одиночном разряде (4)

#### Победы (2)
| Легенда:         |
| ---------------- |
| 100.000 USD (0)  |
| 75.000 USD (0)   |
| 50.000 USD (0)   |
| 25.000 USD (2+1) |
| 10.000 USD (0)   |

| Титулы по покрытиям | Титулы по месту проведения матчей турнира |
| ------------------- | ----------------------------------------- |
| Хард (0+1)          | Зал (0)                                   |
| Грунт (2)           | Зал (0)                                   |
| Трава (0)           | Открытый воздух (2+1)                     |
| Ковёр (0)           | Открытый воздух (2+1)                     |

| №  | Дата           | Турнир         | Покрытие | Соперница в финале  | Счёт        |
| 1. | 18 января 2015 | Плантейшн, США | Грунт    | Саманта Кроуфорд    | 6-3 6-1     |
| 2. | 1 февраля 2015 | Санрайз, США   | Грунт    | Сара Соррибес Тормо | 6-2 2-6 6-3 |

#### Поражения (2)
| №  | Дата           | Турнир            | Покрытие | Соперница в финале | Счёт        |
| 1. | 16 января 2011 | Ле-Госье, Франция | Хард     | Гейл Бродски       | 3-6 6-2 2-6 |
| 2. | 9 октября 2016 | Реддинг, США      | Хард     | Франсуаза Абанда   | 6-3 4-6 4-6 |

### Финалы турнировITFв парном разряде (4)

#### Победы (1)
| №  | Дата            | Турнир        | Покрытие | Партнёрша        | Соперницы в финале     | Счёт           |
| 1. | 24 февраля 2013 | Сюрпрайз, США | Хард     | Саманта Кроуфорд | Эмили Харман Сюй Ифань | 6-3 3-6 [10-7] |

#### Поражения (3)
| №  | Дата           | Турнир         | Покрытие | Партнёрша        | Соперницы в финале               | Счёт              |
| 1. | 23 марта 2014  | Иннисбрук, США | Грунт    | Элли Кик         | Джоя Барбьери Джулия Коэн        | 6-7(5) 0-6        |
| 2. | 20 июля 2014   | Карсон, США    | Хард     | Саманта Кроуфорд | Михаэлла Крайчек Оливия Роговска | 6-7(4) 1-6        |
| 3. | 8 февраля 2015 | Мидленд, США   | Хард(i)  | Жаклин Како      | Жюли Куэн Эмили Уэбли-Смит       | 6-4 6-7(4) [9-11] |